# Sociedad anónima bursátil
Una sociedad anónima bursátil (S.A.B) es un tipo de sociedad por acciones usada en México, que a diferencia con las sociedades anónimas comunes, tiene la posibilidad de comercializar sus acciones/títulos en la Bolsa Mexicana de Valores (BMV) o en la Bolsa Institucional de Valores (BIVA). Estas sociedades están reguladas por la Ley del Mercado de Valores y la Ley general de Sociedades Mercantiles.
Para que una sociedad pueda constituirse como una S.A.B, debe definir su denominación social para poder obtener su permiso ante la Secretaria de Economía de México.

## Características
Entre sus características principales se encuentran:
- Los socios reciben el nombre de los accionistas.
- Los accionistas reciben una responsabilidad limitada de acuerdo al monto de sus aportaciones y si este pertenece al Consejo de administración debe responder por daños y perjuicios.
- El capital social está representado por acciones inscritas en el Registro Nacional de Valores, entidad a cargo de la Comisión Nacional Bancaria y de Valores de México, es público y en él se inscriben los valores objeto de oferta pública e intermediación en el mercado de valores. Su valor es determinado por los accionistas.
- Requieren de la aprobación de la Comisión Nacional Bancaria y de Valores si su constitución es por suscripción pública.
- Inexistencia de limitaciones de acciones que puede obtener un accionista.
- Los títulos de los accionistas deben cumplir con ciertos requisitos.
- Los acciones de la sociedad obtienen el derecho preferente a comprar acciones de los demás.
- Los accionistas no pueden hacer préstamos / anticipos sobre sus propias acciones.
- Imposibilidad de emitir nuevas acciones hasta que las anteriores se encuentren totalmente pagadas.
- Únicamente podrán emitir acciones en las que los derechos y obligaciones de sus titulares no se encuentren limitados / restringidos (acciones ordinarias). Solo la Comisión Nacional Bancaria y de Valores podrá autorizar la emisión de acciones distintas de las ordinarias, siempre que las acciones de voto limitado, restringido o sin derecho a voto no excedan del 25% del total del capital social pagado.

## Derechos
Entre los principales derechos se encuentran:
- Designación de consejeros (10% del capital social).
- Derecho de convocatoria.
- Derecho de aplazamiento de acuerdos.
- Acción de responsabilidad civil contra administradores.
- Oposición de acuerdos de la asamblea.
- Comparación de derechos de minorías.
- Nombramiento de comisarios  (10% del capital social).
- Convocatoria de asamblea  (10% del capital social).
- Aplazamiento de asamblea  (10% del capital social).
- Acción de responsabilidad civil contra administradores o comisarios (5-15% del capital social).
- Oposición judicial a resoluciones (20% del capital social).
- Derecho de preferencia.
- Desacuerdos entre accionistas.
- Limitación de la responsabilidad de consejeros y directivos por daños y perjuicios.

## Composición
Una sociedad anónima bursátil deberá contar obligatoriamente con un consejo de administración y un director general. El consejo de administración deberá estar integrado máximo por 21 miembros de los cuales por lo menos el 25% deben ser consejeros independientes. Por cada consejero se designa un suplente y se designa un secretario que no formará parte del consejo.
Para la vigilancia y supervisión de la sociedad de manera obligatoria deberá de contar con un comité de auditoría y un auditor externo.